# Доњи град Пиротске тврђаве
Доњи град Пиротске тврђаве је најмлађу део фортификације Пиротски град,  која има највећу димензију (130 x 180 м). Остала два од укупно три града, која су по времену настанка најстарији делови овог тврђавског комплекса представљају горњи (приближних димензија 35 x 50 метара), и други средњи град, који делимично обухвата најистакнутији део утврђења (горњи град) има димензије 60 x 70 метара.
Трећи део тврђаве, Доњи град, облика је неправилног правоугаоника димензија 180×130 метара и пружа се у правцу југозапад – североисток. Саграђен је у 18. веку, на простору према реци, са слабијим бедемима и пушкарницама. Имао је три капије: Нишку, Стамбол и Књажевачку. Неопходна одбрана ојачана је зиданим воденим каналом, ширине 5 – 6  метара.
У Нишкој капији Доњег града пронађена је мермерна плоча са натписом: „Војни командант Рахим-паша обнови овај град 1804”.
Археолошка ископавања и конзерваторско–рестаураторски радови вршени су у периоду 1970–1986. године.
Пиротска тврђава спада међу десетак најлепших српских војних утврђења,. Кроз различите временске периоде носила је различита имена: Turres (кула), у 3. и 4. веку за време Римског царства, а потом Pirgos, Thurib, Момчилов град, Кале, Тврђава. Данас се за ово утврђење, грађено за време владавине кнеза Лазара, најчешће користи име Кале или Пиротска тврђава.
Дуго се ово утврђење погрешно називало Момчилов град, верујући да га је подигао чувени војвода са јужних Родопа, Момчило. О њему се мало зна, (да је живео у првој половини 14. века, учествовао у византијским грађанским ратовима током којих је добио високу титулу деспота и да је погинуо 1345. године у опсади грчког града Перитериона). Забуном у историјским рукописима, Перитерион је постао Пирот, па је утврђење приписано њему. Новијим археолошким истраживањима доказано је да је град настао у другој половини 14. века, па се са сигурношћу може рећи да војвода Момчило није његов градитељ.

## Положај, размештај, изглед
Доњи град који има димензије 130 x 180 м, најмлађи је део фортификације и пружа се у правцу југозападсевероисток. Са северозапада, границу доњег града представља река Бистрица, а остале три стране оивичене су зиданим ровом испуњеним водом, ширине 5-6 м. За разлику од горњег и средњег града доњи град је настао на равном терену. Ова две поменуте целине заузимају његов северни део, а сама површина доњег града подељена је, јединим преосталим бедемом, на источни, мањи и западни, већи део. 
Овај преградни бедем припада старијој фази утврђивања, може се датовати на крај 17. или почетак 18 века. Северни део бедема се завршава кулом (I), која је прилепљена уз бедем средњег града. На средини распона бедема је капија, чији нам је изглед познат са цртежа Стеве Тодоровића из 1877. године. 
Јужни део бедема је такође завршен кулом (II), од које је данас видљив само један зид, источни. То је била отворена угаона кула, неправилног четвороугаоног облика облика и на њу се настављао бедем који се пружао дуж рова, а по средини свог југоисточног распона имао је још једну отворену правоугаону кулу. Траса овог бедема као и део поменуте средишње куле у њему били су видљиви почетком 1950-тих година и то у висини првог реда пушкарница или у темељима.  Преостала два зида угаоне куле (II), била су видљива са висином од око 2 м до 1980-их година, а за последњих двадесет година потпуно су нестали без трага.
Преградни бедем и куле I и II су зидани са два лица и испуном од “трпанца” (Слике 3 и 4). Дебљина зидова износи око 1 м, а највећа очувана висина
је 4,6 м. Јасно су уочљиве три фазе, посебно на источним лицима бедема и кула. Старија фаза је тако да је доњи град проширен. У оквиру овог проширења изграђене су још две капије,  чији аутентични изглед археолозима није познат.:
- Стамбол капија на југу (уз кулу II) ,  која је имала довратнике зидане од блокова бигра, од којих је један видљив и данас, и различите варијанте вратница углавном од дрвета.
- Књажевачка капија  на северу овог мањег дворишта.

Водени ров има ширину од 5-6 м, зидан је од правилних блокова бигра са косом ескарпом, која је у горњем делу завршена полукружним венцем, и контраескарпом исте форме, тако да је дно сужено.  зидана кречним малтером који има црвенкасту боју и лица зидова су омалтерисана. Млађа фаза зидана је тако да су спојнице видљиве, без малтерисања.
Последња фаза представља надоградњу бедема са упола мањом ширином с почетка 20. века и зазидавање горњег низа пушкарница.
Углови кула изведени су од већих тесаника бигра и пешчара. Капија је зидана од тесаних блокова пешчара у предњем делу заједно са довратницима, док је задњи део зидан у комбинацији тесаника бигра и других врста камена. Има профилисане бордуре на довратницима и мале нише уклесане у камени блок пешчара. 
Целом дужином бедема и кула биле су изведене пушкарнице у два низа, димензија приближно 35 -55 цм, са међуспратном конструкцијом која је омогућавала њихово коришћење. Ово потврђују квадратни отвори и остаци дрвених греда у њима у зидовима кула и бедема. Они су у кули I и на северном делу бедема зазидани приликом конзервације, тако да су сада видљиви само на јужном делу бедема. На унутрашњем лицу такође је видљив и отисак сантрачне греде и то у нивоу испод доњег низа пушкарница. У кули I сантрачне греде још увек се налазе испод и изнад горњег низа пушкарница, а у доњем нивоу видљиви су само њихови отисци у зидовима.
Траса остатка бедема, положај кула и “Нишке капије” познати су  једино са старих фотографија и ликовних приказа, а њихово постојање доказују и многобројни поменути историјски извори.

## Историја
Према подацима из географске литературе Пиротска колтлина, као и Србија, с краја 18. и у првим деценијама 19. века била је до те мере географски непозната да су у њој према писању Радојичића, из 1927, „били могући проналасци као у непознатим деловима света”. Уколико се узме у обзир чињеница да је њен географски садржај углавном био приказан једино на старим мапама (насталим на бази података који су описани у путописним забелешкама многих изаланика (царских посланстава и дипломатских мисија) и путника из каснијег периода средњег века и потоњих времена, овакви наводи су у потпуности схватљиви. Према писању Цвијића, из 1896. године, за нишки и белопаланачки и пиротски крај и њихове котлине, знало се само дуж Цариградског (Мидхат-пашиног) друма — о чему су се могли наћи доста тачно приказани узајамни положаји и називи (насељених) места према важећој номенклатури из тадашњег историјског периода.

### Пирот у праисторији
Пирот и њена котлина насељени су у праисторијско време, о чему сведоче бројни остаци материјалне културе пронађени у бројним археолошким налазиштима.  Археолошким истраживањем Пиротске котлине, резултати указују да је на том простору постојало насеље још пре 5.000 година. Даљим истраживањима у пределу старог дела Пирота откривени су и други трагови из енеолита и гвозденог доба.
Млађе гвоздено доба на тлу Србије обележено је доласком Келта и продорима хеленске цивилизације. Келти су покорили Трибале, заузели су део аутаријатске територије и заједно с њима образовали моћно племе Скордиска које је обитавало и на простору Пиротске котлине.

### Пирот  у античком периоду
Из античког времена не постоје подаци о становништву већ само материјални докази који сведоче о присуству појединих култура. Ти материјални докази су бројни археолошки налази који сведоче о постојању значајног броја насеља у пиротској котлини у античко доба. Било да се ради о материјалним доказим о постојању насељености било да су то градишта — људска станишта, војна утврђења или црквишта и остаци гробаља.
Присуство становништва у римско доба, поуздано се зна, јавља се већ од другог и трећег века наше ере. У науци је опште прихваћено мишљење да се пред крај другог миленијума, као господари западног дела Балканског полуострва јављају Илири, а у источном делу Трачани, који на њему живе кроз цео доцнији римски период. Према тим наводима, Илири су у античко доба пре словенске експанзије, насељавали простор Балканског полуострва, делове Паноније до Беча и неке северне и јужне пределе Апенинског полуострва и највећим делом током вишевековне римске окупације су романизовани.
По једној легенди Стари Пирот је био најпре станица где су римске легије мењале запрегу а тек нешто касније постаје значајан град.
Пирот се под именом Турес (лат.Turres) први пут помиње при крају другог века наше ере, у римској географској карти, Појтингерова табла (Таbula Pentingeriana) у којој се помиње и друм Via militaris који је ишао од Београда (Singidunum) долином Велике Мораве преко Ћуприје (Noreum margi) Ниша (Naissus), Беле паланке (Remesiana), Драгомана (Meladea), Софије (Sardica) до Цариграда. У поменутој географској карти Пирот је био означен као Mutatio turres
Овај друм који је имао првенствено војнички значај, везивао је провинције Тракију и Мезију унутрашњост римске империје. Претпоставља се да је изграђен за време римског императора Трајана (98—117). Овај пут је кроз Пиротску котлину пролазио јужније од данашњег Пирота (јужном ивицом пиротске котлине), од села Понора преко села Блата, Раснице, Држине, Сукова даље на исток. Трагови овог старог пута су и данас видљиви.
Због недостатка материјалних доказа, према претпоставкама историчара, за време римског императора Аурелијана (270—275 наше ере), један број римљана доселио се у Мutatio turres, у коме се сместио један већи одред војске који је подигао два градића, један на северној страни Сарлаха, а други на месту где се и данас налазе остаци пиротске тврђаве Кале. Овај последњи је био опасан каменим зидом са пет кула, а оба градића су била спојена мостовима преко бистрице и расничке реке
Почетком петог века хуни, сармати, готи и друга варварска племена нападала су области у понишављу. Византија, наследница источног дела Римске империје, у том периоду подигла је многоброје куле и градиће у настојању да се одбрани од насилника. Цар Ираклија (610—641), повукао је војску са балканског полуострва, па и ону из долине реке нишаве.
Период од петог до четрнестог века, о Мutatio turres остао је „нерасветљен”, јер се Пиротска котлина нигде не помиње, па се претпоставља да Пирот у том периоду није постојао.

### Пирот у средњовековном периоду
После распада Римског царства, на два — источно и западно, област пиротске котлине припала је Источном римском царству — Византији. Претпоставља се да се у том периоду дешавају и прегруписавања постојећих племенских групација на овим просторима. Ипак, из периода раног средњег века о томе је веома мало помена.
Све до данас у науци преовлађује мишљење да су словенске групе населиле простор Балканског полуострва тек у 6. и 7. веку, упркос што је о том питању и раније и данас било другачијих научних ставова. Са Словенима се наводе и Авари, номадски народ који је уз Словене освајао балканске просторе, који се од краја 7. века више не помињу. У данашње време све су бројнија мишљења која се супротстављају поменутом времену досељавања Словена, имајући у виду идеје неких и старијих и млађих истраживача, који на основу античких извора скрећу пажњу да је и пре тог периода, велика територија Балканског полуострва у потпуности била словенизирана.
Средином 6. века, када је по појединим претпоставкама досељавање Словена највећим делом завршено, у регионалном простору који данас припада пиротској котлини, помиње се неколико племена: Тимочани, Загорци, Торлаци и Шопови, а сви су део великог словенског племена Тимочана.
Византијски цареви су владали словенским скупинама преко домаћих кнезова. Примањем хришћанства Словени су прихватили и цара Ромеја као Христовог намесника на земљи, а живот и решавање спорова уобличени су према хришћанским обрасцима.
Мирни периоди помућени су снажењем и успоставом Бугарског царства које у оквиру своје територије присаједињује и велики део Србије, око средине 10. века. Бугарска власт над српским територијама није дуго трајала, те се убрзо сви враћају под врховну византијску власт.
Почетком 11. века у Византијском царству појављују се и први наговештаји o успостављању (обнови) српске кнежевине. У страној (немачкој) картографској литератури објављеној с краја 19. века види се да је цела Нишавска област рачунајући и пределе око Јерме и Гинске (изворишта Нишаве) припадала средњовековној српској држави.
Током друге половине 12. века српска држава отпочела је борбу за освајање Поморавље и Цариградског друма. У савезу са Угарском, Стефан Немања је успео да у борбама од 1182. до 1183, удруженим снагама српско угарска војска освоји област Ниша, Пирота и продре до Софије.
Како су се потом угарски одреди повукли,Србија је сама наставила ратне операције. Тада је пиротска котлина ушла у састав Србије, а Пироћанци су у знак захвалности, по писању Косте Костића, одушевљено дочекали Стефана Немању и немачког цара, дарујући га пиротским ћилимом.
За време Милутинове владавине (1281—1321) Пиротска котлина је коначно ушао у састав Српске државе. Цела Нишавска долина, рачунајући ту и пределе око Јерме и Гинске припадала је Душановој држави. У држави Душановог оца, краља Стефана Дечанског, били су и градови Дупница, Ихтиман и Самоков.
Србија је после Маричке битке 1371. године ушла у период престројавања феудалних снага, део властеле био је принуђен да прихвати турско вазалство (Мрњавчевићи и Драгаши), док се издваја Лазар Хребељановић, као кнез најмоћније властеле и шири своју област на рачун суседних феудалаца. Завладао је читавим Поморављем, а владао је у Нишу и делу источне Србије. У овом периоду Пиротска котлина је била значајно стратегијско место за државу кнеза Лазара.
Историјске 1389. кнез Лазар је очекивао Османлије са источне, пиротске стране и намеравао је да одлучујући бој бије у том делу Србије. Зато је вероватно да су до пролећа 1389. утврђивани и Ниш и Пирот, када су настали горњи и средњи град тврђаве.
До коначног пада под турску власт 1455. године, у деценијама које следе, Пирот ће више пута бити освајан и напуштан од стране Срба и Турака. У Турским изворима из 15. века Пирот се помиње као Sehir koyi, што у буквалном преводу са турског значи „село-град“.

### Пирот  у Османском царству
У време под окупацијом Османлија Нишка Белопаланачка и Пиротска котлина припадала је Софијском санџаку, од времена оснивања Османског царства па све до 18. века. Софијски санџак припадао је Ејалету Румелија, а Османлије су га основале 1393, одмах после битке на Косову 1389. након што су почели да учвршћују своју власт на Балканском полуострву. Велики Софијски санџак, од краја 14. века до последње деценије 15. века, обухватао је сво Нишавље и град Ниш.
Пиротски кадилук је покривао област од Ниша и Књажевца на западу до Алдомироваца у Бугарској на истоку. Обухватао је поречје Нишаве и њених притока Јерме и Коритнице, Лужницу, Брезник са околином и област Знепоља. Овај обим задржао је скоро током целог периода османско-турске власти.
Даљи настанак и постојање насеља у Пиротској котлини везан је за долазак Османлија јер су они постали део левантске цивилизације развијајући се слично градовима Блиског истока. Врло развијена турска занатска производња од Будима до Багдада, као и трговачке везе са земљама између Енглеске и Индије из којих су узимали бољу робу и разносили је караванима широм Отоманског царства, омогућили су да је трговина у Пиротској котлини била врло развијена и да се разноврсна роба могла наћи у овој области као у скоро свим градовима Османлијског царства.
Преузимањем тврђаве, Tурци је прилагођавају својим потребама, те убрзо спроводе интервенције на горњем и средњем граду, а касније дограђују и доњи град. Војни командант Рахим-паша извео последњу велику обнову Пиротске твршаве 1804. године.

### Настанак Доњег града
Трећи део тврђаве,   Доњи град, облика је неправилног правоугаоника димензија 180×130 метара и пружа се у правцу југозапад – североисток. Саграђен је у 18. веку, на простору према реци, са слабијим бедемима и пушкарницама. Имао је три капије: Нишку, Стамбол и Књажевачку. Неопходна одбрана ојачана је зиданим воденим каналом, ширине 5 – 6  метара.
У овом периоду тврђава служи више као складиште (горњи и средњи град), а у доњем граду су се налазили и објекти за смештај војске и њихове потребе. За другу половину 19. века најзначајне податке о Пироту можемо наћи код аустријског путописца Феликса Каница. Он је први пут боравио у Пироту 1864. године и том приликом бележи да се тврђава није много променила од аустријског описа из 1737. године. Као спољно утврђење, изван садашњих граница доњег града, спомиње шанац појачан палисадама. Затим је овде поново био 1871, дакле шест година пре коначног ослобођења од турске власти децембра, 1877. и припојења Србији 1878. године.
Тврђава је оштећена када су Турци при повлачењу дигли у ваздух барутни магацин. Приликом последњег боравка 1889. Каниц је опет обишао тврђаву и у њој наишао на разбацане “каменове с турским натписима и амблемима”. Они су били део “главног улаза у тврђаву”. Овде се највероватније мисли на Нишку капију која је страдала у експлозији за време српско-бугарског рата 1885. године. Данас њени остаци нису видљиви, али ови подаци које даје Каниц помажу  при датовању бедема и капија доњег града, што је у оквиру пројекта који ће бити представљен искоришћено при реконструкцији. Поред ове капије, том приликом знатно су оштећени и бедеми и куле па су магацини барута и оружја сада били пребачени у горње делове утврђења.

Један од учесника рата за ослобођење од Турака, пуковник Магдаленић, дао је исцрпан опис Пиротског града и његове непосредне околине: 
Он је прилепљен уз једну стену...На Сарлаху а и изнад њега подигнут је један блокауз и два тамбурредута за одбрану града од стране Бјелаве...Град је подељен на горњи и доњи. У доњем су подигнуте касарне за један батаљон и магацин, а у горњем су граду барутане. Град је опасан изиданим ровом, кроз који се пушта вода.Топарнице и пушкарнице начињене су у зидовима на свимстранама, а највише на страни према Пироту, по чему се може и да цени његово главно назначење...Варошке куђе примакле су се већ до самих бедема...На главној капији градској измалана су два лафа везана синџирима за вратове. Оваку слику виђао сам на више места у Пироту.
Зидани ров око Доњег град је изграђен почетком 19. века и обухвата ову старију фазу са југозападне и југоисточне стране, а са истока и североистока померен је од бедема,  тако да је доњи град проширен. У оквиру овог проширења изграђене су још две капије, “Стамбол капија” на југу (уз кулу II) и “Књажевачка капија” на северу овог мањег дворишта. Њихов аутентични изглед  није познат.
У периоду настанка писане и ликовне документације о овом делу утврђења “Стамбол капија” је имала довратнике зидане од блокова бигра, од којих је један видљив и данас, и различите варијанте вратница углавном од дрвета. Водени ров имао је ширину од 5-6 м, зидан је од правилних блокова бигра са косом ескарпом, која је у горњем делу завршена полукружним венцем, и контра ескарпом исте форме, тако да је дно сужено.

### Пирот у 20. веку
Након ослобођења од Турака, тврђава наставља да служи као војни објекат све до 1952. године. У међувремену ће претрпети знатна оштећења. За споменик културе проглашена је 1953.године, а 1979. године добила је категорију културног добра од великог значаја.

## Ревитализација објекта
Како ниједан простор доњег града није добио адекватну савремену намену,  у периоду који је уследио након последње обнове  Пиротске тврђаве дошло до бројних оштећења. На основу података добијених истраживањем на терену и оних којима располажемо из претходних истраживачких радова,  пројектом  Ревитализације Доњег града  у Пиротском граду спроведена су археолошка истраживања мањег обима, која су требала да пруже неопходне податке за коначно дефинисање ове фортификационе фазе и њених значајних елемената. Пројекат је започет као конзерваторски испит Елена Васић Петровић, 2005. године, а затим допуњен 2009. године.
Основна идеја била је да се детаљним анализама утврде изворни облици, да се исти реконструишу у максималном обиму уз корекцију претходних интервенција, као и да се обе куле оспособе за савремену употребу. Самим тим и оне би, као и остали елементи форификације и сама улазна капија, били заштићени од даљег пропадања.
Најпре је урађена идеална реконструкција свих елемената преградног бедема,  уз посебну пажњу  реконструкцији капије, где су сачувани елементи профилисане декорације могли бити савршено уклопљени са изгледом капије на цртежу С.Тодоровића.
Што се тиче куле I предлог за конзерваторско-рестаураторске радове није обухватио посебно сложене послове, осим израде новог крова покривеног ћерамидом, дрвене међуспратне конструкције и пода од камених плоча.
За кулу II поред већ поменутих интервенција предвиђено је затварање савременом застакљеном конструкцијом, што би овај простор учинило употребљивим у комерцијалне сврхе. Обе куле могле би да добију савремену намену и да својим садржајима допринесу свеобухватној ревитализцији Пиротске тврђаве.